# Ancylus
Ancylus är ett släkte av sötvattenslungsnäckor som beskrevs av Otto Friedrich Müller år 1774. Släktet omfattar ett tjugotal arter och åtminstone en av dem, flodhättesnäcka (Ancylus fluviatilis), förekommer i Sverige. Släktet har givit namn åt Ancylussjön, ett tidigare sötvattenstadium av Östersjön som fanns 8700–8000 f.Kr.

## Arter
- Ancylus aduncus A.A. Gould, 1847
- Ancylus armenia O. Boettger, 1881
- Ancylus ashangiensis Brown, 1965
- Ancylus benoitianus Bourguignat, 1862
- Ancylus capuloides Jan in Porro, 1838
- Ancylus expansilabris Clessin, 1882
- Ancylus fluviatilis Müller, 1774 (typart för släktet)
- Ancylus jani Bourguignat, 1853
- Ancylus lapicidius Hubendick, 1960
- Ancylus major Issel, 1865
- Ancylus noumeensis Crosse, 1871
- Ancylus obscurus Haldeman, 1844
- Ancylus orbicularis Held, 1837
- Ancylus recurvus Parrm
- Ancylus regularis Brown, 1973
- Ancylus reticulatus Gassies, 1865
- Ancylus scalariformis Stankovic & Radoman, 1953
- Ancylus striatus Quoy & Gaimard, 1834
- Ancylus tapirulus Polinski, 1929
- Ancylus turtoni Connolly, 1939